# 속초 신흥사 목조아미타여래삼존좌상
속초 신흥사 목조아미타여래삼존좌상(束草 神興寺 木造阿彌陀如來三尊坐像)은 대한민국 강원특별자치도 속초시 설악동, 신흥사 극락보전 내에 있는 불상이다. 2011년 9월 5일 대한민국의 보물 제1721호로 지정되었다.

## 개요
신흥사 극락전에 봉안되어 있는 이 삼존상은 아미타불을 주존(主尊)으로 좌우에 관음보살과 대세지보살을 배치한 전통적인 아미타삼존형식을 보여준다. 관음보살상의 내부에서 발견된 <복장안장엄축원문>과 아미타불상의 바닥면에 쓰여진 묵서명에 따르면 이 삼존불상은 1651년 (순치 8년, 효종 2)에 무염 일파에 의해 조성된 불상임을 알 수 있다.
본존 아미타여래는 높은 수미단 위에 다시 부정형의 팔각연화좌 위에 결가부좌하였다. 머리는 나발로 촘촘하게 부착하였고, 머리와 육계를 정확하게 구분짓지 않은 두부(頭部)에는 정상계주와 중앙계주를 나타내었다. 이마는 넓고 편평하며 양 미간에는 백호를 박아 넣었다. 부드럽게 솟은 눈썹골 위로 눈썹선을 그려 넣었고, 활처럼 휘어진 눈썹 선은 오똑한 콧날로 자연스럽게 연결되고 있다. 코는 미간 사이에서 갑자기 돌출한 돌출코이나 콧날은 길고 부드럽고 사실적이다. 양 미간 아래에서 갑자기 솟구쳐 오르듯 표현한 돌출코는 17세기 불상에서 자주 확인된다. 두툼하게 솟은 눈두덩 사이로 사바세계 중생을 굽어보듯 고요하게 반개한 눈매를 표현하였다. 상하 폭이 긴 얼굴은 팽창한 뺨, 복주머니처럼 잡힌 입술주머니, 두툼한 귀 등 얼굴에는 전반적으로 양감이 강조되어 중후하고 자비로운 인상을 준다. 이는 세장한 형태의 《선운사 비로자나삼불상》(1635년) 등의 전반기 작품에 비해 보다 양감이 강조되고 중후해진 느낌이다.
목에는 삼도의 표현이 뚜렷하고, 착의는 이중착의법으로 가슴에는 수평의 군의를 입었고, 그 아래로 볼록 나온 배의 윤곽이 드러난다. 특이한 점은 이 시기 불상에서 통상적으로 보이는 착의법과 달리 오른쪽 어깨를 반달모양으로 옷자락을 걸치지 않은 이중착의법이다. 불의(佛衣)는 두텁지 않고 신체와 긴밀하게 밀착되어 신체의 윤곽이 비교적 잘 드러난다. 섬세하게 조각된 손은 중지와 약지를 자연스럽게 구부려 엄지와 맞댄 하품중생인(下品中生印)을 결하였다.
주름의 표현은 상체는 최대한 간결하게, 하체는 세밀하고 복잡하게 하여 대조를 이루고 있다. 특히 무릎 앞쪽으로 표현된 세밀한 수평의 융기선 주름은 17세기 전반의 단순 3단의 층단 주름에서 좀더 복잡하게 변화된 것으로 1650년을 전후한 시기에 제작된 무염파 조각에서 자주 보이는 특징이다.
협시상의 머리에는 끝을 달팽이 모양으로 처리한 세장한 보계(寶髻)를 가지고 있고 근래에 새로 만들어 씌운 보관을 쓰고 있다. 두 보살상 모두 본존불과 마찬가지로 불의를 걸쳤고, 부정팔각연 화좌 위에 결가부좌하였다. 수인은 엄지와 중지를 둥글게 맞대었고, 좌우 손의 위치를 달리하여 대칭적으로 표현하였다. 두상은 세부의 표현에서 본존불과 약간의 차이가 있지만 거의 같은 모습이다. 그러나 좌협시 관음보살상의 본존이나 대세지보살상의 상호에 비해 양감이 덜 강조되어 다소 갸름한 느낌이다. 또한 꽃잎 모양으로 멋을 낸 군의(裙衣)의 주름이라든지, 씨실 날실처럼 엮은 보발의 표현, 비스듬히 무릎 앞으로 펼친 주름과 큼직한 잎형 주름 등에서 뚜렷한 차이를 보인다. 이는 조각승들간의 공동작업에서 오는 조각적 역량과 취향에 따른 차이로 여겨진다. 이상 이외에도 이 시기에 조성된 삼존불상에서 더러 이러한 경향이 나타나는 것도 흥미로운 사실이다.

## 문화재 지정 가치
이 삼존불상은 복장에서 발견된 조성발원문을 통해 1651년이라는 정확한 조성 시기와 제작자, 그리고 제작에 참여한 제작주체를 분명히 하고 있어 17세기 중엽경 불교조각사 연구에 기준이 되는 자료이다. 이 불상을 조각한 무염은 대화사 현진과 함께 17세기 전․중엽 경을 대표하는 화사로 이 작품은 조각승 무염의 작품세계를 시기적으로 이해하는데 매우 중요한 작품이다.
전체적으로 이 삼존불상은 안정적으로 자리 잡은 무릎, 당당한 어깨, 알맞은 허리 등 안정된 비례와 조화로운 형태미를 갖추고 있다. 또한 상체의 불필요한 주름들은 과감하게 생략하였지만, 불신과 불의가 긴밀하게 밀착․연결되어 간결하면서도 세련된 형태미를 보여 준다. 이러한 면에서 이 삼존상은 무염의 조각적 역량이 흠뻑 담겨 있는 작품이자 그가 조각한 작품 중 가장 높은 완성도를 보여주는 대표 작품으로 볼 수 있어 국가지정문화재(보물)로 지정 보호할 가치가 충분하다고 판단된다.

## 같이 보기
- 신흥사
- 신흥사 극락보전

## 참고 자료
- 속초 신흥사 목조아미타여래삼존좌상 - 국가유산청 국가유산포털